# Marcin Ludwikowski
Marcin Ludwikowski (ur. 21 grudnia 1977 w Ostrowie Wielkopolskim) – polski piłkarz, występujący na pozycji bramkarza. Mistrz Polski z Widzewem Łódź.